# Дивеци
Дѝвеци е село в Северна България, община Габрово, област Габрово.

## География
Село Дивеци се намира на около 5 km северозападно от центъра на град Габрово. Разположено е в южните подножия на платото Стражата. Надморската височина в центъра на селото е около 390 m, теренът е с малък общ наклон на югозапад. Общинският път до Дивеци е дясно отклонение от общинския път, водещ от кръстовище с второкласния републикански път II-44 (Севлиево – Габрово) през село Поповци към селата Гледаци и Прахали.

## История
През 1966 г. дотогавашното населено място колиби Дивеците е преименувано на Дивеци, а през 1995 г. колиби Дивеци придобива статута на село.

## Население
Населението на село Дивеци наброява 51 души при преброяването към 1934 г. и намалява до 7 към 1985 г., наброява 11 души (по текущата демографска статистика за населението) към 2019 г.
Преброяване на населението през 2011 г.
Численост и дял на етническите групи според преброяването на населението през 2011 г.:
|                     | Численост | Дял (в %) |
| Общо                | 13        | 100,00    |
| Българи             | 13        | 100,00    |
| Турци               | 0         | 0,00      |
| Цигани              | 0         | 0,00      |
| Други               | 0         | 0,00      |
| Не се самоопределят | 0         | 0,00      |
| Неотговорили        | 0         | 0,00      |